# 양용은
양용은(梁容銀, 1972년 2월 29일 (1972년 음력 1월 15일) ~ )은 대한민국 제주특별자치도 출신의 프로 골프 선수이다.

## 출신 학교
- 1984년 신도초등학교
- 1987년 무릉중학교
- 1990년 제주관광산업고등학교

## 생애
그는 1984년 신도초등학교, 1987년 무릉중학교, 1990년 제주관광산업고등학교를 졸업하였다. 1996년 한국프로골프(KPGA)에 입회했다. 2002년 SBS최강전에서 우승하였고, 2003년 일본프로골프(JGTO)투어에 진출했다. 2006년 제49회 코오롱-하나은행 코리아 오픈에서 우승한후 2006년 11월 유럽 프로골프투어 HSBC 챔피언십에서 타이거 우즈를 꺾고 우승했다. 우승하자 마자 PGA투어 직행티켓을 거머쥐면서 그의 PGA 도전은 본격적으로 시작하게 된다. 2009년 3월 PGA혼다클래식으로 우승을 거머지게 되면서 한국인 선수는 최경주에 이어 두 번째로 한국인 챔프를 거머쥐게 되었다. 그리고 동년 8월 17일 제91회 PGA 챔피언십에서 타이거 우즈를 꺾고 역전 우승하며 아시아 남자 골프 선수로는 최초로 메이저 대회 우승 기록을 세웠다.

## 일화
- 골프와 첫 인연을 맺은 것은 고등학교 졸업 후 친구의 소개로 골프 연습장에서 공을 줍는 아르바이트를 한 것이었다.[3]
- 굴착기를 배우라는 아버지의 성화로 건설사에 들어갔지만 사고로 한쪽 무릎을 다치는 바람에 2개월간 병원 신세를 지다 보충역으로 군대에 입대했다.[3]
- 1991년 제대한 후 제주시 오라골프장 연습장에서 허드렛일을 하면서 오라골프장을 찾은 프로 선수들의 골프 동작을 눈으로 익히며 본격적으로 골프를 배우기 시작했다.[3]
- 양용은은 하우스용 파이프를 골프채 삼아 몰래 연습을 하곤 했다.[3]
- 2007년 유럽프로골프투어 겸 아시아프로골프투어 HSBC챔피언스에서 스코어 카드 오기로 실격했다.[4]
- 2016년 하계 올림픽에서 KBS의 해설위원을 담당했다.[5]

## 메이저 대회

### 우승
| 연도   | 대회         | 54홀     | 최종 점수            | 2위와의 차이 | 2위         |
| ------ | ------------ | -------- | -------------------- | ------------ | ----------- |
| 2009년 | PGA 챔피언십 | 2타 부족 | −8 (73-70-67-70=280) | 3타          | 타이거 우즈 |

### 타임라인
| 대회              | 2005 | 2006 | 2007 | 2008 | 2009 | 2010 | 2011 | 2012 | 2013 | 2014 | 2015 | 2016 |
| ----------------- | ---- | ---- | ---- | ---- | ---- | ---- | ---- | ---- | ---- | ---- | ---- | ---- |
| 매스터스 토너먼트 | DNP  | DNP  | T30  | DNP  | CUT  | T8   | T20  | T57  | CUT  | CUT  | DNP  | DNP  |
| US 오픈           | CUT  | DNP  | DNP  | DNP  | DNP  | CUT  | T3   | CUT  | CUT  | CUT  | DNP  | DNP  |
| 디 오픈 챔피언십  | CUT  | DNP  | CUT  | DNP  | DNP  | T60  | T16  | CUT  | T32  | CUT  | DNP  | DNP  |
| PGA 챔피언십      | T47  | DNP  | CUT  | DNP  | 1    | CUT  | T69  | T36  | CUT  | CUT  | T48  | CUT  |

DNP = 불참

CUT = 컷 탈락

"T" = 공동

## 우승 기록

### KPGA 코리안투어(3승)
- 2002년 SBS 프로골프 최강전 우승
- 2006년 코오롱 하나은행 한국오픈 우승
- 2010년 코오롱 제53회 한국오픈 우승

### PGA PGA투어(2승)
- 2009년 혼다클래식 우승
- 2009년 PGA 챔피언십(메이저대회) 우승 (73-70-67-70, 280타)[5]

### 유로피언투어(2승)
- 2006년 HSBC 챔피언스 우승
- 2010년 볼보차이나오픈 우승

### 일본투어(5승)
- 2004년 썬 클로렐라 클래식 우승
- 2004년 아사히-료쿠켄 요미우리 메모리얼 우승
- 2005년 코카콜라 도카이 클래식 우승
- 2006년 산토리오픈 우승
- 2018년 더 크라운스 우승

### 개인 통산 12승(아시안 투어 2승 별도)
- PGA투어 챔피언스(1승)
- 2024년 어센션 채리티 클래식 우승
- 시니어 전향 후 통산 1승